# Codice Leicester
Il Codice Leicester (dal 1980 noto anche come Codice Hammer) è un manoscritto di Leonardo da Vinci, comprendente 36 fogli databili tra il 1506 e il 1510. Unico dei codici di Leonardo ad essere in mano a privati, è oggi di proprietà di Bill Gates.

## Storia
La storia del manoscritto non è del tutto nota. Probabilmente non era parte dei manoscritti ereditati da Francesco Melzi alla morte di Leonardo.
Sembra che lo scultore Guglielmo Della Porta ne fosse in possesso dal 1537, quando si trasferì a Roma.
Le vicende successive del codice non sono note, dato che ricomparve solo attorno al 1690 in un cofano lasciato dal Della Porta e acquistato da Giuseppe Ghezzi.
(Documento del 1869)
(Da un documento dell'Archivio di Stato di Milano)
Il Ghezzi inserì anche un frontespizio nel manoscritto con il testo seguente: «Libro Originale / Della Natura, peso, e moto delle Acque, / Composto, scritto, e figurato di proprio / Carattere alla mancina / Dall'Insigne Pittore, e Geometra / Leonardo da Vinci / In tempo di Ludouico il Moro, nel condur / che fece le Acque del Naviglio della / Martesana dall'Adda a Milano. / Si autentica con la precisa Mentione che ne fa / Raffaele du fresne nella Vita di detto Leonardo, / descritta nel suo Libro stampato in Parigi / da Giacomo Longlois l’Anno 1651. intitolato / Trattato / Della Pittura / Di Leonardo da Vinci etc. / Acquistato con la gran forza dell'Oro, per sublimare / Le fatigose raccolte del suo Studio / da / Giuseppe Ghezzi Pittore in Roma».
Attorno al 1717 il codice fu acquistato da Thomas Coke, conte di Leicester.
| Edward Coke (1676-1707) |  |                                                                   |  |                                                                            |
|                         |  | Thomas Coke (1697-1759) - I conte di Leicester (quinta creazione) |  |                                                                            |
|                         |  |                                                                   |  |                                                                            |
|                         |  |                                                                   |  | Edward Coke (1719-1753) - Visconte                                         |
|                         |  |                                                                   |  |                                                                            |
|                         |  | Anne Coke (1699-1758) - Sposa Phillip Roberts († 1779)            |  |                                                                            |
|                         |  |                                                                   |  |                                                                            |
|                         |  |                                                                   |  | Wenman Roberts (1717-1776) - Assume il cognome Coke nel 1750               |
|                         |  |                                                                   |  |                                                                            |
|                         |  |                                                                   |  | Thomas William Coke (1754–1842) - I conte di Leicester (settima creazione) |
|                         |  |                                                                   |  |                                                                            |
|                         |  |                                                                   |  | Thomas William Coke (1822–1909) - II conte di Leicester                    |
|                         |  |                                                                   |  |                                                                            |
|                         |  |                                                                   |  | Thomas William Coke (1848–1941) - III conte di Leicester                   |
|                         |  |                                                                   |  |                                                                            |
|                         |  |                                                                   |  | Thomas William Coke (1880–1949) - IV conte di Leicester                    |
|                         |  |                                                                   |  |                                                                            |
|                         |  |                                                                   |  | Thomas William Edward Coke (1908–1976) - V conte di Leicester              |
|                         |  |                                                                   |  |                                                                            |
|                         |  | Arthur George Coke (1882-1915)                                    |  |                                                                            |
|                         |  |                                                                   |  |                                                                            |
|                         |  |                                                                   |  | Anthony Louis Lovel Coke (1909–1994) - VI conte di Leicester               |
|                         |  |                                                                   |  |                                                                            |
|                         |  |                                                                   |  | Edward Douglas Coke (1936-2015) - VII conte di Leicester                   |
|                         |  |                                                                   |  |                                                                            |

Rimase di proprietà degli eredi fino al 1980, quando fu messo all'asta; fu acquistato da Armand Hammer il 12 dicembre 1980 per 5,6 milioni di dollari. Nel 1990, alla sua morte, lasciò il codice all'Armand Hammer Museum of Art and Cultural Center dell'Università della California.
Pochi anni dopo fu messo di nuovo in vendita e l'11 novembre 1994 il manoscritto fu acquistato da Bill Gates per 30.802.500 dollari. Fino al 2021 rimase il libro più costoso mai venduto.

## Descrizione
Rilegato in pelle, consta in 36 fogli di dimensioni 29 × 22 centimetri. A differenza di altri manoscritti, solitamente riguardanti svariati argomenti, questo è dedicato principalmente a studi di idraulica.